# Adnan Haidar
Pour les articles homonymes, voir Haidar.
Adnan Haidar (en arabe : عدنان حيدر), né le 3 août 1989 à Drammen en Norvège, est un footballeur international libanais, qui évolue au poste de milieu défensif.

## Biographie

### Carrière de joueur
Adnan Haidar dispute trois matchs en Ligue Europa.

### Carrière internationale
Adnan Haidar compte 19 sélections et 1 buts avec l'équipe du Liban depuis 2012. 
Il est convoqué pour la première fois par le sélectionneur national Theo Bücker pour un match amical contre le Yémen le 16 octobre 2012 (victoire 2-1). Par la suite, le 8 décembre 2012, il inscrit son premier but en sélection contre Oman, lors d'un match du Championnat d'Asie de l'Ouest 2012 (victoire 1-0).

## Palmarès
- Avec le Vålerenga Fotball
  - Vainqueur de la Coupe de Norvège en 2008